# Tupadły (gmina Inowrocław)
Tupadły – wieś w Polsce, położona w województwie kujawsko-pomorskim, w powiecie inowrocławskim, w gminie Inowrocław.

## Podział administracyjny
W latach 1975–1998 miejscowość należała administracyjnie do województwa bydgoskiego.

## Demografia
Według Narodowego Spisu Powszechnego (III 2011 r.) wieś liczyła 536 mieszkańców. Jest czwartą co do wielkości miejscowością gminy Inowrocław.